# Johnny remember me
Johnny remember me is een lied geschreven door Geoff Goddard. Goddard schreef het lied tijdens het ontwaken en zong het in op zijn bandrecorder. John Leyton was samen met Bobby Stevens de eerste artiest die het opnam. Later volgden nog bijvoorbeeld Showaddywaddy, cultband The Meteors en Bronski Beat (in een medley). Voor Nederland van belang was John Spencer. Het lied is geschreven als een zogenaamd "Teenage tragedy song", de dood als centraal thema hebbend. Dit leverde destijds zonder meer een ban op van sommige radiostations.

## John Leyton
Leyton nam het op onder leiding van muziekproducent Joe Meek. Leyton speelde toen mee in de televisieserie Harpers West One. Hij speelde daarin rockster Johnny Saint-Cyr en kon het aldus inprogrammeren. Dat gaf het lied meteen een grote bekendheid. De BBC werkte niet mee, het sprak een ban uit, ze wilde alleen positieve liedjes voor de jeugd. Spike Milligan voorspelde vlak na het verschijnen in het programma Juke Box Jury, dat het geen hit zou worden, gezien het thema. Anderen vonden juist de combinatie van vreemde stemvoering met popmuziek een goed gevonden combinatie.
Het werd Leyton eerste hit in het Verenigd Koninkrijk, hetzelfde gold voor Meek. De single stond vijftien weken in de Britse Single Top 50, waarvan drie weken op de eerste plaats. Een succes dat hij nooit meer kon evenaren, alhoewel Wild wind er nog dichtbij kwam. Nederland en België hadden nog geen hitparades. Muziek Expres gaf hem wel twee maanden notering (maandlijsten) ten teken dat de verkopen in Nederland niet meer dan aardig waren (plaats 24 en 29). Ter vergelijking, de hit Och was ik maar van Johnny Hoes haalde een tweede plaats in meer dan vijf weken notering.

### NPO Radio 2 Top 2000
Johnny remember me stond alleen in 2000 in de NPO Radio 2 Top 2000, op plek 1841.

## John Spencer
In 1983 nam de Nederlandse Henk van Broekhoven alias John Spencer het lied onder de titel Johnny vergeet me niet op voor Philips Records. De vertaling werd geleverd door Tom Peters, destijds leverancier van allerlei Nederlandse teksten. Het werd een van de twintig hits die Spencer in Nederland zou hebben (gegevens top 50).

### Hitnotering

#### Nederlandse Top 40
| Positie: | 28 | 22 | 20 | 22 | 31 | uit |

#### NederlandseMega Top 50
| Positie: | 28 | 23 | 12 | 13 | 13 | 30 | 34 | uit |